# Maszewy
Maszewy (deutsch Maxkeim) ist ein Ort in der polnischen Woiwodschaft Ermland-Masuren. Er gehört zur Gmina Bartoszyce (Landgemeinde Bartenstein) im Powiat Bartoszycki (Kreis Bartenstein (Ostpr.)).

## Geographische Lage
Maszewy liegt in der nördlichen Mitte der Woiwodschaft Ermland-Masuren, 29 Kilometer südöstlich der ehemaligen und heute auf russischem Territorium gelegenen Kreisstadt Friedland (russisch Prawdinsk) bzw. neun Kilometer südöstlich der heutigen Kreismetropole Bartoszyce (deutsch Bartenstein).

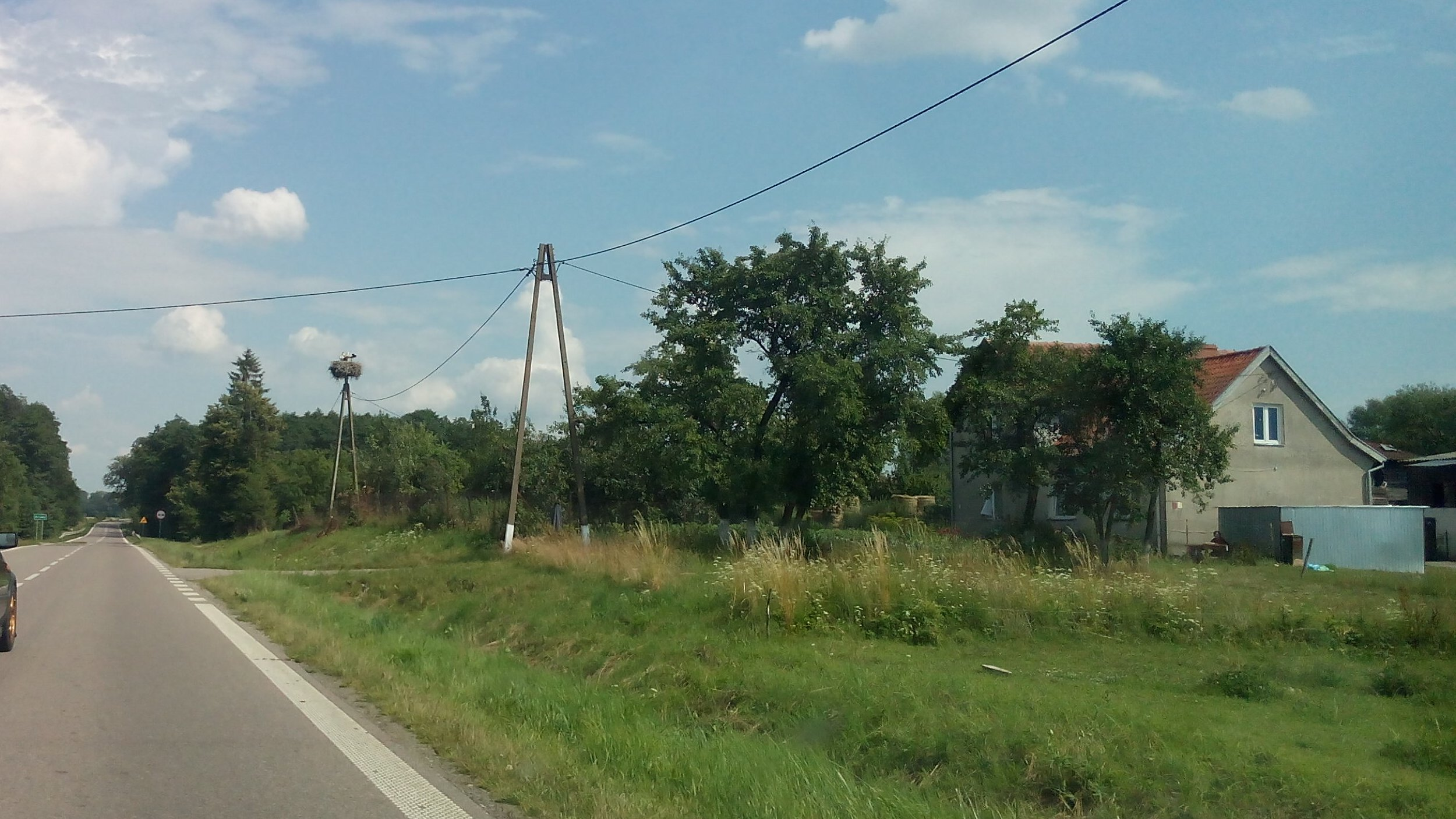
Anwesen mit Storchennest in Maszewy

## Geschichte

### Ortsgeschichte
Bei dem damaligen Maxenn, später Maxmus, Maxckei und nach 1774 Maxkeim genannten kleinen Dorf handelt es sich um ein großes Gut. Am 11. Juni 1874 wurde der Gutsbezirk Maxkeim Amtsdorf und damit namensgebend für einen Amtsbezirk im ostpreußischen Kreis Friedland (1927 in „Kreis Bartenstein“ umbenannt). Er bestand bis 1945. Im Jahre 1910 zählte Maxkeim 122 Einwohner.
Am 30. September 1928 schlossen sich die drei Gutsbezirke Klein Schwansfeld (polnisch Łabędnik Mały), Lackmedien (Dębiany) und Maxkeim zur neuen Landgemeinde Maxkeim zusammen. Die Einwohnerzahl dieser so geformten Gemeinde belief sich 1933 auf 398 und 1939 auf 365.
Als 1945 das gesamte südliche Ostpreußen in Kriegsfolge an Polen fiel, erhielt Maxkeim die polnische Namensform „Maszewy“. Das Dorf ist heute eine Ortschaft innerhalb der Landgemeinde Bartoszyce (Bartenstein) im Powiat Bartoszycki (Kreis Bartenstein (Ostpr.)), von 1975 bis 1998 der Woiwodschaft Olsztyn, seither der Woiwodschaft Ermland-Masuren zugehörig. Im Jahre 2021 zählte Maszewy 175 Einwohner.

### Amtsbezirk Maxkeim (1874–1945)
Zum Amtsbezirk Maxkeim gehörten bei seiner Errichtung fünf Kommunen, am Ende waren es trotz struktureller Veränderungen ebenso fünf, allerdings andere Orte:
| Deutscher Name    | Polnischer Name | Anmerkungen                                      |
| ----------------- | --------------- | ------------------------------------------------ |
| Falkenau          | Sokolica        | 1930 in den Amtsbezirk Falkenau umgegliedert     |
| Klein Schwansfeld | Łabędnik Mały   | 1928 zu Maxkeim                                  |
| Lackmedien        | Dębiany         | 1928 zu Maxkeim                                  |
| Maxkeim           | Maszewy         |                                                  |
| Rosenort          | Różyna          | ca. 1930 in den Amtsbezirk Rosenort umgegliedert |
| nach 1930:        |                 |                                                  |
| Losgehnen         | Lusiny          | vor 1930 dem Amtsbezirk Rothgörken zugehörig     |
| Nohnen            | Nuny            | vor 1930 dem Amtsbezirk Kinkeim zugehörig        |
| Wangritten        | Węgoryty        | vor 1930 dem Amtsbezirk Rothgörken zugehörig     |
| Wordommen         | Wardomy         | vor 1930 dem Amtsbezirk Kinkeim zugehörig        |

Im Januar 1945 bildeten die Gemeinden Losgehnen, Maxkeim, Nohnen, Wangritten und Wordommen den Amtsbezirk Maxkeim.

## Religion

### Christentum
Bis 1945 war Maxkeim in die evangelische Kirche Falkenau (polnisch Sokolica) in der Kirchenprovinz Ostpreußen der Kirche der Altpreußischen Union, außerdem in die römisch-katholische Kirche St. Bruno in Bartenstein im damaligen Bistum Ermland eingepfarrt.
Heute gehört Maszewy katholischerseits zur Pfarrei Łabędnik (Groß Schwansfeld) mit der Filialkirche Kinkajmy (Kinkeim) im jetzigen Erzbistum Ermland, evangelischerseits zu Bartoszyce, einer Filialkirche der Johanneskirche in Kętrzyn (Rastenburg) in der Diözese Masuren der Evangelisch-Augsburgischen Kirche in Polen.

## Verkehr
Maszewy liegt an der verkehrsreichen polnischen Woiwodschaftsstraße 592 (einstige deutsche Reichsstraße 135), die von Bartoszyce (Bartenstein) über Kętrzyn (Rastenburg) bis nach Giżycko (Lötzen) verläuft. Außerdem enden Nebenstraßen von den Nachbarorten Nuny (Nohnen) sowie Kosy (Quossen) und Węgoryty (Wangritten) in Maszewy.
Eine Anbindung an den Bahnverkehr besteht nicht.